# Séamus Ó Néill
Séamus Ó Néill (1910-1986) fue un escritor irlandés de Castlewellan, Condado de Down, Irlanda.
Estudió en Queen's University de Belfast y bajo la tutela de Eoin MacNeill en la University College, Dublin. Fue editor de publicaciones como An Iris and Comhar.
| Bhí subh milis, Ar bhas-crann an dorais. Ach mhúch mé an chorraí, Ionam d'éirigh, Mar smaoinigh mé ar an lá, A bheas an bhas-crann glan. Agus an lámh bheag, Ar iarraidh. - SUBH MILIS (MERMELADA DULCE) EN DÁNTA DO PHÁISTÍ (POEMAS INFANTILES) | Había mermelada en la empuñadura de la puerta pero suprimí la contrariedad que emergía en mí, pues pensé en el día para el que la empuñadura estuviera limpia y se buscara la pequeña mano. |